# 安图安·梅班克
安图安·梅班克（英語：Anthuan Maybank，1969年12月30日—），美国男子田径运动员，主攻短跑。他曾代表美国参加1996年夏季奥林匹克运动会田径比赛，获得男子4×400米接力金牌。